# Lento Goffi
Lento Goffi (Chiari, 15 de novembre de 1923 – Brescia, 14 de gener de 2008) va ser un poeta italià. La seva evolució artística segueix un itinerari d'una família antifeixista a Llombardia, a la zona de Brescia. És un exponent de quarta generació de la Línia llombarda
i era molt amic de Vittorio Sereni.

## Vida
Nascut l'any 1923, va assistir al Liceo Arnaldo de Brescia i es va llicenciar en Literatura Moderna a la Universitat de Milà, després va ensenyar en alguns instituts de Brescia. Ha publicat, entre d'altres, a la revista Il Bruttanome. Goffi estava casat amb Elisa Marchina; van tenir un fill, Giorgio.
Goffi va morir el 2008 en un centre d'atenció a la gent gran a Brescia.

## Obres
- 1962: Lunarietto (Il Bruttanome)
- 1964: Cinque poesie e una prosa (Sigma, revista)
- 1968: Dalla Marca d'Oriente (Scheiwiller)[6]
- 1971: Un'isola, sì con sei incisioni di Franca Ghitti (L.N.C.)
- 1974: Evasivamente flou (Scheiwiller Books)
- 1979: Cronachetta con sei incisioni di Franca Ghitti (Scheiwiller)
- 1981: Un sabato di febbraio (Società di poesia)[7]
- 1984: L'attimo incolore con tre acqueforti di Giovanni Repossi (Il Farfengo)
- 1986: Diario per l'assente (Lo Specchio, Mondadori)
- 1991: L'amata Phegea (La Quadra)
- 1994: Per orbite interne (La Quadra)